# Christian Baltzer
Christian Baltzer, (nacido el 5 de julio de 1936 en Mulhouse, Francia) es un exjugador y entrenador de baloncesto francés. Fue medalla de bronce con Francia en el Eurobasket de Turquía 1959.